# Anoda albiflora
Anoda albiflora är en malvaväxtart som beskrevs av P.A. Fryxell. Anoda albiflora ingår i släktet glansmalvor, och familjen malvaväxter. Inga underarter finns listade i Catalogue of Life.